# Калмашево
Калма́шево (рос. Калмашево, башк. Ҡалмаш) — село у складі Чишминського району Башкортостану, Росія. Входить до складу Єремієвської сільської ради.
Населення — 686 осіб (2010; 721 в 2002).
Національний склад:
- татари — 97 %